# 武装神姫
武装神姫（ぶそうしんき）は、コナミデジタルエンタテインメントから発売されているアクションフィギュアシリーズ。また、これを中心としたメディアミックス作品。本項では素体となるMMSフィギュアと、これを使用した武装神姫以外のフィギュアについても記述する。

## MMSフィギュア
MMS (Multi Movable System) フィギュアは、浅井真紀が原型を製作し、コナミデジタルエンタテインメント（以下「KDE」）が販売するアクションフィギュアの素体（頭部を除くボディ本体）。
基本形状の違いにより「1st」「2nd」「3rd」と呼ばれ、「MMS（エムエムエス）」と略称される場合もある。これらの素体は同世代であっても、部位単位で仕様・形状が異なる場合がある。変更点については、武装神姫の一覧および武装神姫以外のフィギュアを参照。

### 基本形状
MMS 1st（エムエムエス ファースト）
約15cm程度で、上から順に首・胸部・肩・上腕・肘・手首・股・腿・膝・足首が可動する。股関節は片持ち型で、前方へ引き出して体育座りが可能。軸で接続された首・上腕・手首・腿・足首・脛はそれぞれ取り外して差し替えが可能。プロポーションを重視するため、腰部に関節を持たず、ねじとジョイントは背中に集中している。背中のジョイントは拡張ハンガーを着脱し、上腕・手首・腿は標準のスペーサーを拡張スペーサーと差し替えることで、選択して拡張性を高めることが可能。
MMS 2nd（エムエムエス セカンド）
1stと比べてメカ的な要素を緩和、全体の肉感の向上を図っている。これに伴い、胸部や脛などは1stとの互換性が失われている。武装神姫シリーズおよびMMS NAKEDには採用されず、キャラクターフィギュアのみに採用しているため、製品ごとに仕様を変更している箇所があり、素体としての詳細は不明。
MMS 3rd（エムエムエス サード）
1stの仕様を踏まえつつ2ndの要素も取り入れられ、首の前後スイング、胸部パーツのカバー化、股関節の可動域拡大、スペーサーを取り外した素体状態にできるなどの改良が行われた。また、デザイナーの意向を反映し、等身・身長を変化させられる仕組みが盛り込まれており、1stとほぼ同じ等身・身長の「tall」、約12cm程度に小型化された「small」が存在する。一方、胸部パーツの接続方法、拡張ハンガーのジョイント数、脛ジョイントの形状などの変更により、1stとの互換性が失われた部分も多い。特に硬質に変更された首パーツは、ジョイントを無理に差し込めば破損する恐れもある。また、smallは小型化に伴い、tallとも脛の互換性がなく、既存シリーズの武装は干渉するものもある。前述の通り、2ndは武装神姫には採用されていないため、武装神姫としては2代目の素体になる。

### 特徴
シリーズではジョイント径を約3.3mm、腿のジョイント径を約4mmに統一しており、ブロックのように各部を個人の嗜好で組み替え、公式設定などにとらわれず自由な遊び方ができる。
サイズの近い他社製品を流用したアクションフィギュアらしい遊び方の他にも衣服の流用や製作など、着せ替え人形やカスタマイズドールに近い遊び方も広まった。非公式なものにとどまらず、KDEも「ゆかたアーマー」をイベントやコナミスタイルで限定販売している。また、1/12スケールの衣服を販売しているアゾンインターナショナルが協力した広告写真を掲載したこともある。
2017年以降はコトブキヤによるプラモデル版が試作されており、MMSフィギュア版との互換性を持たせるジョイントのセットを前提に発売を予定している。また、メガミデバイスとのパーツの互換性を持たせる予定（それ以前のMMS武装神姫の頭部についてもジョイントで互換可能）。2018年8月にはコラボ第1弾として、「猟兵型 エーデルワイス」が発売されている。2020年冬のワンダーフェスティバルに公開されたモデルはメガミデバイスなどで採用されているマシニーカをベースとした、MMS仕様再現版となっている。

## 商品一覧

### 武装神姫フィギュア
MMS素体と、武装となるオプションパーツを含むセットで発売されているアクションフィギュアのシリーズ。

### 武装神姫以外のフィギュア
MMS素体で各作品のキャラクターを再現したアクションフィギュア。特筆しない場合は2nd素体を使用、#MMS NAKEDと同等の台座が付属。
天元突破グレンラガン ヨーコ on MMS
2007年12月13日発売。サングラス、表情パーツ、ライフルなどが付属。胸部パーツを軟質素材で再現しているのが特徴だが、TPR（サーモプラスチックラバー）が短期間で劣化してしまったため、再生産分は柔軟性でやや劣るSBSに変更されている。
MMS関連商品では唯一、素体以外の原型も浅井真紀が担当している（クレジットは「素体・顔・衣装」）。
スカイガールズ 桜野音羽 / 園宮可憐 / 一条瑛花 on MMS2008年1月31日発売。1st素体を使用しており、胴体は新規造形。胸部は素体に新規造形パーツを被せている。各キャラクター用の小物が付属。
オトメディウス 空羽亜乃亜 / エリュー・トロン on MMS
2008年1月31日発売。それぞれの搭乗機（ライディングバイパー）が付属し、パネルを取り外して内部のメカを見ることができる。座席のような部分はあるが、イラストを再現するため、ほとんどハンドルを握る腕のみで素体を保持することになる。その他にも表情パーツ、アーム付き台座（土台のデザインが武装神姫とは異なる）、敵キャラクターの小物が付属。
SOL (Special Operations Lady) SWAT / DELTA
2008年4月5日発売。既存の特殊部隊をモチーフとしたオリジナルシリーズ。ベストやズボンを軟質素材で再現しているのが特徴。豊富な付属品、銃器を構えやすい方向に曲がる手首など、リアリティを重視している。
「ヨーコ」と同様に短期間で劣化してしまう軟質素材を使用していたうえ、開封時点で既にボロボロになっているものも存在した。コナミスタイルでも2008年6月時点で取り扱い中止、素材を変更した再生産も行われないまま生産終了となっている。
同時期に発売が予定されていた武装神姫 第8弾と同様、発売日が延期されている。またパッケージ裏面には、SOLに第8弾の頭部を挿げ替えた写真が掲載されている。
スカイガールズ エリーゼ / アイーシャ on MMS2008年5月15日発売。先んじて発売された3体と同仕様。アイーシャには手持ちの小物ではなく、頭部を組み替えるヘルメットが付属。
クイズマジックアカデミー ルキア / シャロン / ユリ on MMS2008年9月12日発売。3人の異なる制服を軟質素材で再現。表情パーツとホウキ、マジックペットが付属。
ハヤテのごとく! お嬢様型MMS ナギ
PlayStation Portable用ソフト『ハヤテのごとく!! ナイトメアパラダイス』「武装神姫ナギ」付き豪華セットの特典として、コナミスタイル限定で2009年3月26日発売。3rd small素体を使用。
名前やパッケージデザインは武装神姫シリーズを踏襲しているが、ゲーム本編のキャラクターはシリーズと関係なく、アクセスコードも付属しないため、こちらに含める。ゲーム内では本家武装神姫とはあまり関係ないとされている。設定はナギが変身して（なので人間大）武装神姫になるというもの。武装が重く、見得を切るが本気でないと動けない。本気で戦闘すると一定時間でラダム（原文）に身体を乗っ取られてしまうという設定。
キャラクターデザインは島田フミカネ。武装は新規造形のものと悪魔夢魔型ヴァローナの一部パーツをリペイントしたもの。付属品はMMS 3rd NAKEDに準拠。
beatmania IIDX セリカ / イロハ on MMS
コナミスタイル限定で2011年5月26日発売。
武装神姫として発売されたbeatmania IIDXに登場するキャラクター「ツガル」とは異なり、beatmania IIDXのキャラクターフィギュアとして発売される。
セリカは2011年1月26日、イロハは同年3月3日の発売を予定していたが、延期により2種同時発売に変更された。

### MMS NAKED
MMSの素体単品シリーズ。コナミスタイル限定販売（後に1st FLESH Ver.1 / Ver.2のみ一般販売）。武装神姫シリーズとの違いは以下の通り。
- 塗装箇所のない単色成型が基本。
- 頭部は耳と鼻のみが造形されたダミー。
- 武装神姫シリーズの素体標準よりも大型の胸部パーツが付属。
- 楕円型の土台に3.3mmで支柱を接続する簡易型の台座（簡易ベース）が付属。成型色は素体によって異なる。
- 明確なアナウンスは行われていないが、生産時期によってマイナーチェンジされた素体が入っている場合がある（武装神姫の一覧も参照）。
- 武装神姫アクセスコードは付属しない。
- パッケージはブリスターパック、裏面に説明書を印刷した簡易版。

MMS 1st NAKED台座は無可動。商品名には「1st」を含まない。
MMS NAKED BLACK / WHITE / FLESH(Ver.1)2007年2月22日発売。台座はBLACKのみ黒、その他は白。
MMS NAKED FLESH Ver.2 / Ver.32007年6月15日発売。台座は白。
MMS NAKED FLESH Ver.2 TYPE-NAVYBLUE / Ver.2 TYPE-WHITE2008年7月10日発売。台座はクリアブルー。スクール水着風の配色で、名札シールが付属。第2弾と同様の低身長仕様。
MMS NAKED FLESH Ver.1 TYPE-SPORTS WineRed / Ver.2 TYPE-SPORTS NavyBlue2008年10月3日発売。台座はクリアピンク。体操着とブルマー風の配色で、名札シールが付属。

MMS 3rd NAKED台座はライトアーマーシリーズと同様、1か所がネジ止めで可動する。素体と同色の拡張クランク、1st素体用の一部の胸パーツを装備可能なアダプター、指が造形された足首のパーツが付属。
MMS 3rd tall NAKED BLACK / WHITE
MMS 3rd tall NAKED FLESH ver.2 / ver.4 / ver.5
MMS 3rd small NAKED BLACK / WHITE
MMS 3rd small NAKED FLESH ver.2 / ver.4 / ver.52009年3月26日発売。台座はBLACKのみ黒、その他は白。
MMS 3rd tall NAKED FLESH Ver.2 TYPE-WHITE / Ver.4 TYPE-NAVYBLUE
MMS 3rd small NAKED FLESH Ver.2 TYPE-WHITE / Ver.4 TYPE-NAVYBLUE2010年3月25日発売。台座はクリア。1st NAKEDと同様のスクール水着風の配色。

### その他関連商品
武装神姫 クレイドル
コナミスタイル限定で2008年1月31日発売。再生産分は2009年9月25日発売。
武装神姫 BATTLE RONDOで初登場した、神姫のクレイドル（充電器）の立体化。固定はされないが、MMS素体が座り込めるサイズ。USB給電でLEDが発光する。
武装神姫 ゆかたアーマー 藍/紅
2008年8月3日、ワンダーフェスティバル2008[夏]限定で販売。
神姫NETの同名パーツと同じ柄・色合いになっている。カラーレジン製のうちわ、下駄が付属。
武装神姫 ゆかたアーマー 葵/雅 (3rd tall) 爽/涼 (3rd small)
2010年7月25日、ワンダーフェスティバル2010[夏]で販売。コナミスタイルの東京ミッドタウン店では同イベント開催当日、オンラインサイトでは同月30日に発売。
2008[夏]と同様に「ゆかたアーマー」の名を冠しているが、今回はオリジナルの柄・色合いになっている。柄はtall/small用の2種類で、色合いは4着とも異なる。カラーレジン製のうちわ、下駄が付属。
武装神姫 クレイドルセット ホワイト&ブラック
コナミスタイル限定で2012年2月9日発売。
2008年に発売されたクレイドル（ホワイト）、色調が反転したリペイント（ブラック）、武装神姫の架空のメーカーのステッカーの3点セット。

## メディア展開
アスキー・メディアワークスの模型雑誌、電撃ホビーマガジンおよびフィギュアマニアックス乙女組が主なメディア誌となっており、特集記事やコミックの掲載、誌上通販を行っている。コナミも数点の書籍を出版し、インターネットラジオを放送していたが、現在は終了しており、前述の雑誌および公式ホームページでの情報発信を主としている。その他はホビージャパンなどの模型雑誌での商品の紹介、ゲーム雑誌でゲームと連動したフィギュアとして紹介されるといった程度で、本格的に展開しているメディア自体は多くない。
一部作品に登場するオリジナルの神姫については、武装神姫の一覧#その他の武装神姫を参照。

### オンライン
神姫NET
オンラインサービス『神姫NET』として『武装神姫ジオラマスタジオ』『武装神姫バトルロンド』が提供されていた。
フィギュアにはオンラインで同じモデルが使用可能になるシリアルコードが付属しており、二者間の連動を謳っていた。
2006年9月7日の第1弾発売と同時にサービスを開始、2011年10月31日にサービスを終了。
武装神姫 BATTLE COMMUNICATION
Mobageのソーシャルゲーム。2011年10月31日にサービスを開始、2012年5月22日にサービスを終了。サービス終了時のイラストには未登場のキャラクターも描かれていた。
武装神姫R（仮称）
サービス開始予定のソーシャルゲーム。時期は不明

### インターネットラジオ
武装神姫 RADIO RONDO
- パーソナリティ：阿澄佳奈・喜多村英梨

2007年4月26日から2007年11月1日まで、i-revoで毎週木曜日に配信。音泉でも一週遅れで配信。全26回。
武装神姫 マスターのためのラジオです。
- パーソナリティ：阿澄佳奈（アン 役）、茅原実里（ヒナ 役）

2012年9月24日から2013年10月1日まで、音泉で配信。第1回から2013年4月1日配信の第27回までは毎週月曜日に、それ以降第35回までは隔週月曜日に配信された。全36回。TVアニメBlu-ray BOXの発売を記念して、2015年2月14日にSP回が配信された。また、2017年に「武装神姫 Blu-ray〜マスター大好きBOX〜」の発売を記念して同年6月17日にSP回が配信された。

### 漫画
武装神姫 Forget-me-not
- 原作：園部功（第1話 - 第12話） / 小路貴之（第13話 - 第64話）
- 作画：和錆

週刊コナミで、2007年4月20日から2008年12月26日まで連載。全64話。2036年4月から物語が始まっており、主人公の神姫、狐型MMSレラカムイ「フィル」をはじめ、主役級の神姫はほぼ全てオリジナル。
「武装神姫マスターズブック」に第1話が、「武装神姫マガジンvol.2」に一部ページが掲載されているがいまだに単行本化はされておらず、週刊コナミは2012年3月31日にサービスを終了したため、配信は終了している。
武装神姫2036
- 作画：BLADE　電撃コミックス

1. 発行日：2008年7月26日 ISBN 978-4-048-67203-0
2. 発行日：2009年7月27日 ISBN 978-4-048-67975-6
3. 発行日：2011年5月27日 ISBN 978-4-048-70433-5
4. 発行日：2012年10月27日 ISBN 978-4-048-91060-6
5. 発行日：2013年3月27日 ISBN 978-4-048-91509-0

電撃ホビーマガジン2007年6月号から連載。主人公は猫型MMS「まお」。基本的に1 - 2話完結のオムニバス形式で進行。コミカルに描かれており、パロディなども多い。全5巻63話。
劇中で登場した犬型・猫型の耐水仕様は、リペイント版フィギュアとして商品化もされている。
電撃15年祭では第1巻発売に先駆け、第1話から第5話までの「でんげきおまとめ本」が販売されている。
2011年10月に電撃ホビーマガジンでの連載を終了し、2011年11月からオンライン書籍『電撃ホビーマガジンbis』へ移行、2013年4月号（3月配信）で完結した。
武装神姫Light!
- 作画：BLADE

フィギュアマニアックス乙女組 2008 Vol.26より連載。全13話。「ケモテック社神姫養成機関S.S.S（シゴキ・スプラウツ・スクール）」での訓練に励むライトアーマー神姫たちの姿を描く。主人公のフェレット型「パーティオ・テール」とリス型「ポモック・モック」をはじめ、『2036』には登場しないライトアーマーたちをメインに据えている。また、クロスオーバーが描かれることもある。
前述の単行本『武装神姫2036』第2巻および第4巻に収録されている。
武装神姫ZERO
- 作画：井原裕士　電撃コミックス

1. 発行日：2010年3月27日 ISBN 978-4-048-68515-3
2. 発行日：2012年3月27日 ISBN 978-4-048-86382-7

フィギュアマニアックス乙女組 2008 Vol.26より連載。2040年、ある高校のロボット研究部（武装神姫同好会）に入部した新入生「熊澤 晶（くまさわ あきら）」と、彼がジャンク品から見つけた中古MMS「ストラーフ零（ストラーフゼロ）」が主人公。ジャンク品の入手、神姫や武装の修理といった、昨今のロボット競技にも似た側面から武装神姫の世界を描きつつ、零をめぐる謎を追う。全2巻。
零の武装はストラーフbisのものだが、連載開始当初は未発表である。
掲載誌の紙面刷新に伴い、雑誌掲載は第13話で終了。掲載先の変更も検討されていたが、最終的には単行本での描き下ろしにより完結となった。
ヒブソウシンキ
- 作画：からしいち

武装神姫公式サイトで、2008年8月8日から2010年2月19日まで連載。全74話。平凡な主人公の自称「ダーリン」に対して、神姫ショップの「店長」がマニアックだったり、店員の「のの子」が自分が勧めた神姫を強引に購入させようとするなど、ギャグテイストが強い。また、ところどころに小ネタを入れている。「ヒブソウ（非武装）」のタイトル通り、他作品にあるバトルの描写は一切ない。
初出は後述の「武装神姫マスターズブック」掲載分で、公式サイトでの連載開始に伴い「第0話」として再掲載されている。

### 小説
武装神姫 always together
- 著者：ひびき遊 / イラスト：OKAMA / 発行：コナミデジタルエンタテインメント（コナミノベルス）
- 発行日：2007年7月27日 ISBN 978-4-86155-180-2

イラストを担当するOKAMAデザインの「ジュビジー」をヒロインに据えたライトノベル。
武装神姫（陸凡鳥小説）
- 著者：陸凡鳥 / イラスト：秋谷有紀恵・亀谷響子（1巻）、新井テル子（2・3巻） / 発行：小学館（ガガガ文庫）
- 『武装神姫 LOST DAYS』、2011年12月17日発売、ISBN 978-4-09-451313-4
- 『武装神姫II STRAY DOGS』、2012年9月19日発売、ISBN 978-4-09-451365-3
- 『武装神姫III GHOST DIGS』、2013年4月18日発売、ISBN 978-4-09-451409-4

『BATTLE MASTERS』シリーズに登場した刑事「神宮司八郎」が主人公で、相棒となる神姫は『LOST DAYS』ではマスターを殺されてしまい仇を取るために協力する「メイリー」、『STRAY DOGS』以降は神宮司八郎が所有し『BATTLE MASTERS』シリーズにも登場する「アトラ」。

#### 登場人物（武装神姫（陸凡鳥小説））
各巻の共通登場人物
神宮司 八郎（じんぐうじ はちろう）
県警の捜査一課に所属する刑事（警部）。誰ともペアを組まずにマイペースで捜査を進めることから「野良犬」と揶揄されている。『LOST DAYS』で旧友の神崎が殺害された事件を担当して以降、なし崩し的に「神姫担当」という立場となり、神姫が関わる事件の専属捜査員となる。
森永 穂波（もりなが ほなみ）
神宮司の部下。神宮司のスタンドプレーを諌めながらも、サポートを的確に行う。柔道の有段者。3巻開始時点で、自分の神姫「アニー」を所持している。
羽鳥 小夜（はとり さや）
高校生。1巻において、とある事件の鍵を握っていたために敵に監禁されていたが、神宮司に救出された。2巻では大学に通う傍ら、神姫ショップでアルバイトをしている。『GHOST DIGS』には未登場。
ゼック／久瀬 公高（くぜ きみたか）
小夜がアルバイトしている神姫ショップの店長。名前は『STRAY DOGS』で公開された。本名が気に入らないため、普段は通り名として「ゼック」を名乗っており、経営しているショップも「ゼックの店」として愛好家の間で通っている。『GHOST DIGS』には未登場。
『LOST DAYS』の登場人物
神崎 十吾（かんざき とおご）
神宮司のかつての友人で、元刑事。刑事時代に神宮司とペアを組んでいたが、ある事情により退職。その後はフリーの調査員をしていたが、何者かに密室で殺された。
メイリー
神崎の所有していたアーンヴァルMk.2型の神姫。神崎十吾殺人事件の参考人として警察に保護され、神宮司と衝突しつつもペアを組んで捜査に協力する。一般的なアーンヴァルMk.2は「素直で扱いやすい」とされる性格設定だが、彼女は気が強くなかなか素直にならない。
プラムネリー
警察に協力せず、単独で事件の謎を追っているストラーフMk.2型の神姫。神崎と小夜を慕っており、神宮司とメイリーに事件から手を引くよう要求する。
栃 夏樹（とち なつき）
神姫メーカーのエンジニア。事件の捜査とメイリーの整備に協力する。
銀城 不二雄（ぎんじょう ふじお）
神姫を医療現場に試験導入している病院「銀星会病院」の院長。
『STRAY DOGS』の登場人物
アトラ
神宮司が前作の事件の際に救出した、アーンヴァルMk.2型の神姫。緑の瞳（一般的なアーンヴァルMk.2は青の瞳）が特徴で、神宮司の手によって様々なパーツがアップグレードされている。2巻以降は神宮寺のパートナーを務める。
シャロン
警備会社JOSに所属するゼルノグラード型の神姫。要人警護任務を担当していたが、突如として失踪した。
新池 衣緒（にいけ いお）
JOSの広報担当者。シャロンの捜索を警察に依頼する。
母屋 一重（おもや かずしげ）
JOSの副社長。極度の人間不信で、重要な場以外では他人と直接対面することを嫌う。
滝崗 学（たきおか がく）
元刑事で、警察を早期退職後にJOSに入社した。神宮司に刑事のイロハを叩き込んだ師匠にあたる人物。
アイコ
滝崗に仕えるハウリン型の神姫で、情報屋を自称する飄々とした性格。前のマスターに捨てられて機能停止寸前だったところを滝崗に拾われ、強い恩義を感じている。
『GHOST DIGS』の登場人物
保科 実菜（ほしな みな）
警察庁所属の警視正。数年前に神宮寺の所属する所轄署に出向していたことがあり、神宮寺とはその頃からの知り合い。
クリスタル
保科に仕える、警察庁所属のアルトレーネ型神姫。警察に神姫を導入するためのテストベッドとして、市販の同型機より高性能化されている。BATTLE MASTERSやアニメ作品でのアルトレーネ型は天然ボケ気味の性格設定だが、彼女は理知的でやや高飛車な傾向が見受けられる。
野坂 仁志（のさか ひとし）
神姫バトル大会のスタッフ。
レッドシューズ
他の神姫を通り魔的に襲撃する、正体不明の神姫。赤いレッグパーツを装着していることからこの呼び名がついた。
アニー
森永が購入したアーンヴァルMk.2型の神姫。『GHOST DIGS』巻末短編にて購入経緯が書かれている。

### コンシューマーゲーム
武装神姫 BATTLE MASTERS
- 発売日：2010年7月15日（廉価版 コナミ ザ・ベスト：2011年3月3日発売）
- オープニングテーマ「RIDE ON」 作曲・編曲 - 古賀友彌 / 作詞・歌 - 15JAM
- エンディングテーマ「キズナ」 作曲・編曲 - 岩崎健一郎 /作詞・歌 - 藤原加奈絵

PlayStation Portable用ソフト。バーチャルリアリティ技術によって導入された「神姫ライドシステム」による神姫とオーナーの一体化が可能になった2040年が舞台。3Dアクションと2Dアドベンチャーの2つのパートで構成される。神姫NET初出の武装、『2036』の同名キャラクターの登場など、メディアミックスも生かしている。
PlayStation Storeでダウンロードコンテンツも配信され、配信時点ではフィギュア未発売の神姫が追加キャラクターで登場している。
コナミスタイル限定で「アーンヴァルMk.2」「ストラーフMk.2」が同梱された『特別版』、PlayStation Storeでダウンロード版が発売されている。
武装神姫 BATTLE MASTERS Mk.2
- 発売日：2011年9月22日
- オープニングテーマ1「ラビリンス」 作詞 - 真下裕子 / 作曲・編曲 - 真下正樹 / 歌 - MIQ
- オープニングテーマ2「孤高のカタルシス」 作詞・作曲・編曲 - Re;versible / 歌 - 実谷なな
- エンディングテーマ「か弱き十字架の愛」 作詞 - mitsu / 作曲・編曲 - 大貫和紀&堀田星司 / 歌 - KEI

PlayStation Portable用ソフト。前作の内容に新たなシナリオやキャラクターなどを追加した続編。
前作同様にコナミスタイル限定の『特別版』、PlayStation Storeのダウンロード版も販売されている。

### アーケードゲーム

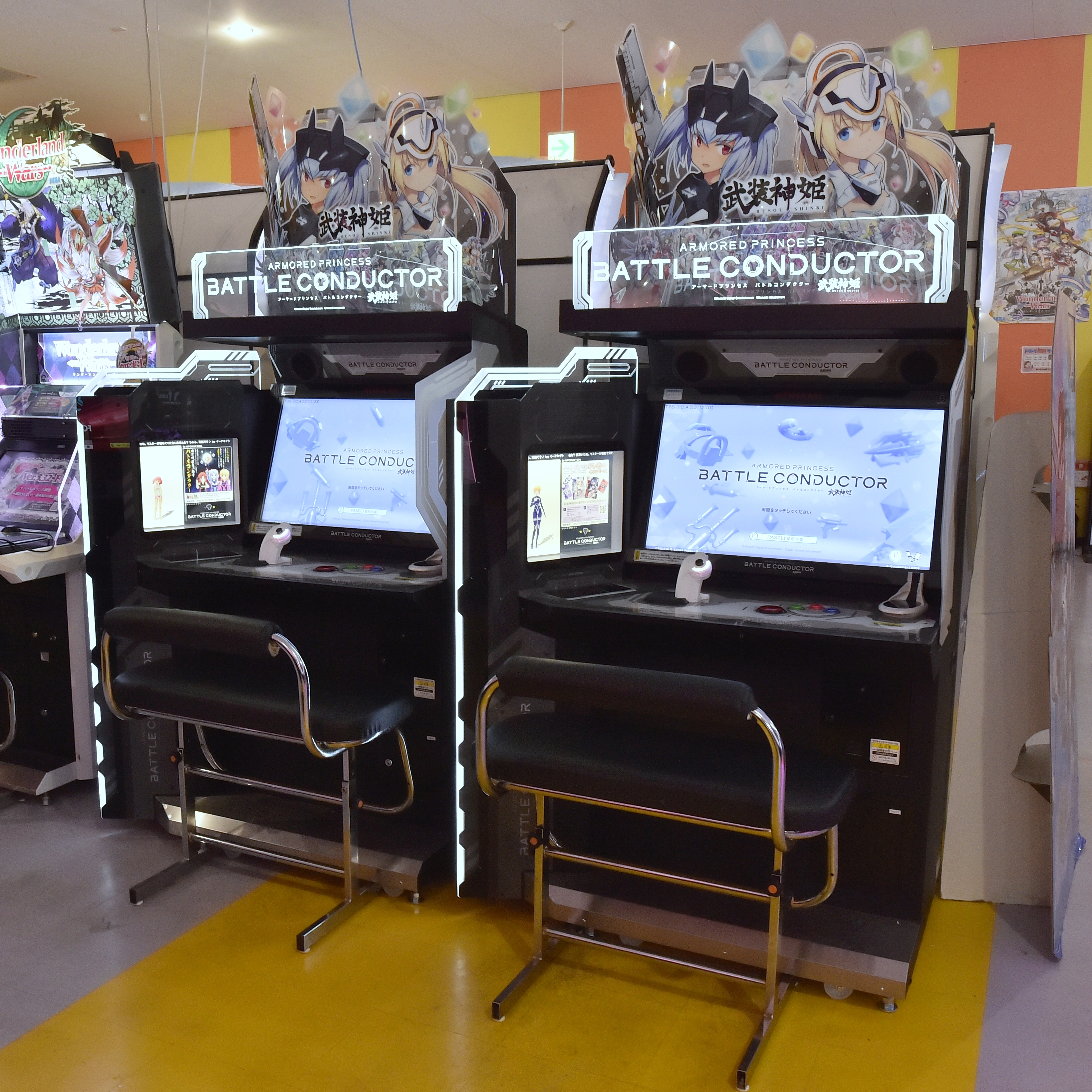
『武装神姫 アーマードプリンセス バトルコンダクター』（コナミ）のアーケードゲーム筐体。特徴は左側にサブモニターがあり、待機中の神姫が表示される。

武装神姫 ARMORED PRINCESS BATTLE CONDUCTOR
JAEPO2020にて発表したオンライン対戦型アーケードゲーム。
ジャンルは3D対戦アクションゲームである。2020年12月24日稼働開始。

### パチスロ
パチスロ武装神姫
2024年1月9日導入開始。

### 音楽ソフト
いずれもコナミスタイル限定販売。
武装神姫 RADIO RONDO ラジオCD
- 発売日：2008年3月21日
- ジャケットイラスト：島田フミカネ/BLADE

新規収録の「特別編」と『武装神姫 BATTLE RONDO』オープニングテーマ「I WILL FOLLOW YOU」フルバージョンのCDと、全26回の放送をMP3データで収録したDVD-ROMの2枚組。
封入特典として、神姫NETで使用できる神姫ポイント500sptと、限定アイテム「ラジオロンドCD」を入手できるアクセスコードが付属。早期購入特典として、ジャケットイラストと同柄のマウスパッドが付属。
武装神姫 BATTLE RONDO オリジナルサウンドトラック
- 発売日：2009年11月20日

『武装神姫 BATTLE RONDO』オープニングテーマ「I WILL FOLLOW YOU」「Into the Shining World」挿入歌「グローイング・ラブ」3曲のフルバージョン、BGMを収録したサウンドトラックCDと、「RADIO RONDO 特別編」CDの2枚組。
武装神姫 BATTLE MASTERS オリジナルサウンドトラック
- 発売日：2010年7月15日

オープニングテーマ/エンディングテーマのフルバージョン、BGMを収録。レコード店での発売も検討されていたが見送られた。
武装神姫 Character Song & Special Radio Rondo
キャラクターソングを収録したMUSIC CD、リミックスのBUSOTORA CD、「武装神姫 RADIO RONDO」を「武装神姫 Special Radio Rondo」に改題して送るRADIO CDの3枚組。
- 武装神姫 Character Song & Special Radio Rondo 発売日：2010年11月25日
  - アーンヴァルMk.2、ストラーフMk.2、アルトレーネ、アルトアイネス、ベイビーラズ、紗羅檀
  - 「アルトレーネ ヴィオラ」「アルトアイネス ローザ」との3点セットには、先着購入特典「武装神姫 プレミアムトランプ」が付属。

- 武装神姫 Character Song & Special Radio Rondo Vol.2 発売日：2011年3月17日
  - アーク、イーダ、ハウリン、マオチャオ、アーティル、ラプティアス
  - 「アーンヴァルMk.2 テンペスタ」「ストラーフMk.2 ラヴィーナ」との3点セットには、先着購入特典「武装神姫 特製カレンダー」が付属。

- 武装神姫 Character Song & Special Radio Rondo Vol.3 発売日：2012年1月10日
  - エウクランテ、イーアネイラ、ゼルノグラード、フブキ、エストリル、ジルリバーズ
  - 当初は2011年11月24日の発売を予定していたが、2012年1月10日に発売日が変更になった。

武装神姫 BATTLE MASTERS Mk.2 オリジナルサウンドトラック
- 発売日：2011年9月22日

Mk.2の新規作曲テーマ、BGMを収録。

### その他書籍
武装神姫マスターズブック
- 発行：コナミデジタルエンタテインメント
- 発行日：2007年8月17日 ISBN 978-4-86155-179-6

発行日時点の武装神姫の情報を網羅した書籍。フィギュアはキャラクター設定やデザイナーコメントを交えて第6弾まで掲載（発売前の第7弾は写真のみ）。
オンラインはバトルロンドのキャラクターやシステムの解説と各種データ、ジオラマスタジオの解説や作例を掲載している。現在はアップデートにより差異のある情報、掲載されていない情報もある。
この他にもオリジナル神姫、『Forget-me-not』『always together』の一部ページ、オリジナルコミックを掲載している。
封入特典として、神姫NETクライアントソフトのDVDと「ナースセット」のアクセスコードが付属。
FIGUMATE COMPLETE（フィギュメイト コンプリート）
- 発行：メディアワークス（現アスキー・メディアワークス）
- 発行日：2007年12月20日 ISBN 978-4-84023-968-4

厳密には武装神姫の関連書籍ではないが、フィギュメイト「ストラーフ」と「大手裏剣・白詰草」、フィギュメイトの頭部をMMS素体に取り付けるためのジョイントパーツが付属。
武装神姫マガジン
- 発行：アスキー・メディアワークス
- 武装神姫マガジンVol.1 発行日：2009年7月27日 ISBN 978-4-04-867639-7
- 武装神姫マガジンVol.2 発行日：2010年3月27日 ISBN 978-4-04-868502-3

武装神姫の専門ムック。フィギュアは全種類を紹介していないが、デザイナーとその神姫を深く掘り下げており、大判のパッケージイラスト、開発画稿などが掲載されている。プロ・アマや題材を問わない改造作例や、オンラインやゲームのメディアミックスコンテンツの紹介、デザイナー、開発者へのインタビューも掲載。
武装神姫アーカイブ
- 発行：アスキー・メディアワークス
- 発行日：2011年11月11日 ISBN 978-4-04-870677-3

武装神姫アーカイブ2
- 発行：アスキー・メディアワークス

2012年に放送した武装神姫（TVアニメ版）の設定資料集。

## OVA
『武装神姫 MOON ANGEL』は、『BATTLE MASTERS Mk.2』のダウンロードコンテンツとして配信されたOVA。第1話のみ公式サイトでも配信。全10話。主人公の年齢設定や子供たちを熱狂させるホビーとして描かれる神姫の描写など、児童〜少年層向けホビーバトルものの色彩が強い内容である。主人公たちの暮らす「この町」は、多摩都市モノレールと東京都道149号立川日野線が隣接して多摩川を渡る立日橋東側〜野猿街道四谷橋以西の北岸一帯がモデルになっている。

### ストーリー
ある理由から生まれ故郷の研究所を脱走していたアーンヴァルMk.2は、追手のストラーフMk.2との交戦で損傷し、機能停止してしまう。ごく普通の少年であるツバサは、機能停止し公園の木々に埋もれていたアーンヴァルMk.2を助け、かぐやと名付けるが、それによってツバサは大きな陰謀に巻き込まれていくのだった。

### 登場人物
ツバサ
声 - 井上麻里奈
転校してきたばかりの小学生。自宅近くに墜落して機能停止していたアーンヴァルMk.2型（かぐや）を偶然拾ったことからマスターになる。
01 / かぐや（アーンヴァルMk.2型）
声 - 阿澄佳奈
ある研究所を脱走してきた神姫で、ツバサに拾われ修理される。特殊なプログラムが組まれており、暴走して人間をも攻撃する危険性を秘めている。暴走するとボディが黒く変色し、外見がアーンヴァルMk.2テンペスタに変化する（劇中ではあくまでも「異常なアーンヴァルMk.2型」として扱われる）。その正体は神姫を模した自立戦闘型オートマトンであり、02と共にアテナのコアとして作られた軍事兵器。脱走直後にストラーフMk.2（02)により撃墜されて機能停止していたが、ツバサによって再起動され「かぐや」としての人格を上書きされたため、軍事兵器としてのプログラムは普段は隠れている。
02 / ストラーフMk.2型
声 - 茅原実里
研究員の指示で、01を探すためにアーンヴァルMk.2型を狩り続けている、神姫を模した自立戦闘型オートマトン。アテナのコアとなるべく作られたが、かぐやにより救い出され、一連の事件後はケンさんがマスターとなった。
アテナ
声 - 井上麻里奈
自立式汎用人型兵器。神姫とは違って等身大の人間型。01と02を取り込むことにより制御される予定だったが、事故により不安定な状態で起動し、無差別攻撃を開始する。
ケンさん
声 - 杉田智和
神姫好きの少年たちでにぎわう模型店「HOBBY SHOP KEN」を営む男性。かつては研究所のエンジニアであり、軍事転用されるとは知らずにアテナの開発に関わっていた。
ゼルノグラード型
声 - 白石涼子
かぐやの最初の対戦相手となった神姫。暴走したかぐやに大破させられ、機能停止する。
ゼルノグラード型のマスター
声 - 浜添伸也
ツバサの最初の対戦相手。暴走したかぐやに神姫を大破させられたことで、違法改造であるとしてツバサを非難する。

### スタッフ
- 監督・絵コンテ・演出 - 小島正幸
- 企画・原案・プロデューサー - 鳥山亮介
- 原作 - コナミデジタルエンタテインメント
- 企画 - 上原和彦
- 神姫デザイン

- アーンヴァルmk.2 & ストラーフmk.2 - 島田フミカネ
- ゼルノグラード - 柳瀬敬之
- ハウリン & マオチャオ - BLADE
- アーク & イーダ - CHOCO
- エウクランテ & イーアネイラ - 間垣リョウタ
- アルトレーネ & アルトアイネス

- キャラクターデザイン - 羽音たらく
- 武装デザイン - 柳瀬敬之
- コンセプトデザイン - Kem

- フブキ - nuno
- ツガル - GOLI
- エストリル & ジルリバーズ

- キャラクターデザイン - 黒星紅白
- 武装デザイン - 柳瀬敬之

- デザインワークス - 柳瀬敬之、島田フミカネ
- 脚本 - 清水恵
- 作画監督 - 碇谷敦、秋谷有紀恵
- アニメーションキャラクターデザイン・総作画監督 - 碇谷敦
- エフェウト作監・特技監督・絵コンテ - 森賢
- 3D - オレンジ
- 3D監督 - 井野元英二
- セットデザイン - 菱沼由典
- 美術デザイン - 竹田悠介、Bomboo
- 2Dデザイン - 草野剛デザイン事務所
- 撮影監督 - 木村俊也、T2studio
- 色彩設定 - 小島真喜子、スタジオロード
- 編集 - 奥野英俊
- 音楽 - 陣内一真、Ludvig Forssell
- 音楽プロデューサー - 柏崎歩
- 音響監督 - たなかかずや、アクアトーン
- アニメーションプロデューサー - 小笠原宗紀、中山浩太郎、河井敬介
- アニメーション制作 - KINEMA CITRUS、ティー・エヌ・ケー

### 主題歌
DVD、Blu-ray版にて収録。
OPテーマ「ラビリンス」
作詞 - 真下裕子 / 作曲・編曲 - 真下正樹 / 歌 - MIQ
OPテーマ2「孤高のカタルシス」
作詞・作曲・編曲 - Re;versible / 歌 - 実谷なな
エンディングテーマ「か弱き十字架の愛」
作詞 - mitsu / 作曲・編曲 - 大貫和紀&堀田星司 / 歌 - KEI

### Blu-ray / DVD
コナミスタイル限定で2012年3月15日発売。「アーンヴァルMk.2ヘッドアクセパーツ」が付属。「アーンヴァルMk.2テンペスタ / ストラーフMk.2ラヴィーナ フルアームズパッケージ」とBlu-ray/DVDいずれかの3点セット「コンプリートセット」には追加特典あり。

## テレビアニメ
2012年10月よりTBS、MBS、CBC、BS-TBSにて放送。TBSのみ自社製作アニメ作品初のデータ放送を実施しているうえ、第10話では『ひだまりスケッチ×ハニカム』のコラボレーションとして両番組に出演する阿澄佳奈と水橋かおりの副音声によるオーディオコメンタリーを実施した。
一般人のパートナーとして暮らす神姫たちの日々を、コメディタッチに描く。物語は基本的に神姫の視点で進行し、人間の視点ではあまり描かれない。
また、サブタイトルはTV未放送話を除いて全て、モジりである。
2020年11月25日には、アーケード版『武装神姫』稼働開始記念として、YouTubeサイトである「コナミ公式チャンネル」にて期間限定で配信開始された。

### ストーリー（テレビアニメ）
「武装神姫」と呼ばれる小型ロボット（通称・神姫）が人間のパートナーとして認知され、様々な分野で利用される世界。
海外から帰国したばかりの少年・理人も、3体の神姫・「アン」・「アイネス」・「レーネ」を保有していた。父親から新たに送られた神姫・「ストラーフ」（ヒナ）や新しい街で様々な神姫と出会いつつ、理人と神姫達は毎日を楽しく過ごす。

### 登場人物（テレビアニメ）
アン
声 - 阿澄佳奈
理人が所有する「天使型アーンヴァルMk.2」。しっかりもので優等生な性格だが、おっちょこちょいな面も持つ。理人の家にいる4体の中では最も古参で、幼い頃から一緒におり、生活費の管理を理人よりまかされている。「マスターのためならなんでもできる」という心構えを持っており、理人が神姫泥棒に間違われた時には真犯人を見つけようと躍起になったことがある。
神姫バトルには参加していないが、同型の特殊部隊仕様の神姫を相手にしても互角以上に戦えるほど、凄まじい強さを持つ。
ヒナ
声 - 茅原実里
理人のもとにモニタリングとして贈られた「悪魔型ストラーフMk.2」。理人以外には「ストラーフ」と呼ばせているが、どことなくツンデレな一面がある。理人の父親がフロントライン北米支社のストラーフ型のモニター（第13話）に応募して受け取った神姫であり、引っ越しの荷物に紛れ込んでいた。常に己の戦闘技術向上に努めており、武器の手入れも欠かさない。神姫泥棒の足取りを追う中、クララと行動を共にして親しくなる。当初はバトルにのみ存在意義を見出していたこともあり、アンたちに馴染めず1人でいることが多かったが、次第にアンたちの神姫仲間として溶け込んでいく。
実は、コレクターからは超レア物といわれているプロトタイプのソフトを持つモニター型神姫。そのため、神姫コレクターである神堂の神姫と出会った際に、1年前に行方不明になった彼の神姫「ローザ」だと騙され、メモリーを消去されてシリアルナンバーも書き換えられてしまう。しかし、アンの必死の説得を受けて記憶を取り戻し、ヴィクトリアを倒して帰還。理人の家に来てから1年を記念した誕生パーティーを迎える。
アン達が日本に来る前にアンのAIがストラーフのボディに入れ替えられる事件があり、そのストラーフこそが出荷前のヒナであったが、4体とも機密保持のために記憶が消去されており覚えていない。しかしヒナだけは、メモリー消去事件の後でそのことを思い出している。
アイネス
声 - 水橋かおり
理人が所有する「戦乙女型アルトアイネス」。ツンデレ&ボクっ娘。理人の小さい頃から一緒にいるアンや失敗を繰り返しても甘やかされるレーネをうらやましく思っていてしばしばケンカになることもある。理人がサンフランシスコにいた頃に入手した神姫。4体の中では比較的常識人でそれゆえ苦労人。ツッコミ役になることも多い。実は胸が市販のアルトアイネス型に比べ１mm小さい（第13話）　アルトレーネの姉妹機。
レーネ
声 - 中島愛
理人が所有する「戦乙女型アルトレーネ」。裁縫を得意としており、アーマー（コスプレ服）も自作する。理人家ではアンの管理する生活費から配分された予算枠内でショッピング全般を取り仕切っている。アルトアイネスとは姉妹機であり、アイネスの姉を自称している。理人がサンフランシスコにいた頃に入手した神姫で、第1話で初めての日本に、理人の生家に来たことにはしゃいでいた。
ややマイペースな天然ボケ。4体の中では最もトロく、一番バトルに弱そうに見えるが、実は怒るとヒナすら一目置くほど非常に強い。
理比 理人（りひ りひと）
声 - 水島大宙
アンたちのマスター。宇宙飛行士である父親（ドラマCDより）の都合でサンフランシスコで暮らしていた（第13話）が、高校入学を機に日本へ帰国し、4体の神姫とともに一人暮らしを始める。神姫バトルに関しては、危ないからという理由で興味を示さない。
神姫ハウス（後述）を作るなど、高校生ながらプログラミングや神姫のメンテナンスに関しては高い技術の持ち主（部屋にある本や読んでる雑誌からも理系であることは示唆されている）。一方で、遅刻しがちだったり忘れ物をしたりと日常生活ではかなりだらしなく、家の中のことはほとんど神姫まかせ。しかし、たくさんのアーンヴァル型神姫の中から迷いなくアンを見つけ出せるなど、アンたちとの絆は本物である。
他の武装神姫の作品における主人公とは異なり、学校やアルバイトで家を留守にしがちなため、出番は少なくサブ的な立ち位置となっている。
missこんな私でよかったら（仮）
理人の家に住んでいるメスのハムスター。常にヒマワリの種など何かを齧っているが、実は理人のペットではなく、家に勝手に住みついている（アーカイブ2より）。
神姫たちよりも大きいうえにシリーズ序盤は画面に映ることが多かったため、非常に強い存在感を放っている。
クララ
声 - 加藤英美里
「セイレーン型エウクランテ」。去年（物語開始時より）の公式バトル大会準優勝（第1話冒頭のストラーフ対エウクランテがそれにあたる）。マスターは第6話での沖縄からの帰路における旅客機内貨物室でのアンたちとのやりとりから、男性であることが示唆されている（クララのマスターが男性であることはBDのコメンタリでも明かされている。また、アーカイブ2によるとクララの主観ではあるがイケメンらしい）。理人の家から飛んできた手紙が偶然ぶつかったことを不意打ちと勘違いし、手紙を追いかけてきたアンに戦いを挑んだ。それを機にアンたちと親しくなり、様々な場面で行動を共にするようになる。
責任感の強い性格。「準」優勝という経緯もあってか、神姫によるカートレース大会「神姫-1グランプリ」出場時はマリーに「噛ませ犬」などと呼ばれるも、優勝を勝ち取った。以後もアンたちと様々な事件を経験、前述の「噛ませ犬」と呼ばれた一件以降、不遇の目に遭うことが多かったものの、大会で準優勝するだけの実力は本物であり、第12話のヒナ奪還戦ではアイネスやレーネ共々大量のMMS NAKEDの足止めに大立ち回りを演じ、その実力を見せつけた。
ポッチィ
声 - 喜多村英梨
理人家の隣家に住んでいる「犬型ハウリン」。「引っ越しの挨拶に来ないのは無礼（実は挨拶に来ていたが、マスターが当時留守だったことが第7話で判明）」と、アンたちに因縁をつけてタマミィと共にいたずらを仕掛ける。
神姫によるカートレース大会「神姫-1グランプリ」では落とし穴を作ったり用意したカートではなくプチマスィーンズを使用し、ルール違反のラフプレーをして優勝を狙っていたが、自分たちの仕掛けた最後のトラップに引っ掛かってリタイヤとなる。
タマミィの持っていたプリクラから、マスターが女子児童であることだけはわかっている（アーカイブ2より）。
公園地下で暮らしているオルベルやジールとは交友関係にある関係から、クラウディに捕らえられて奴隷にされてしまったが、レーネたちの活躍で自由となる。
公式バトル大会に出場し、またも姑息な手段で勝利しようとしていたが、大会はヴィクトリアが2連覇を果たしたため、敗退したものと思われる。
その後、タマミィと共に偶然イリスに連れられるヒナを目撃。結果としてヒナ救出に一役買うことになった。
12話の最後には、タマミィとともにヒナの誕生パーティーに出席した。
タマミィ
声 - 橋本まい
ポッチィと同じく理人家の隣家に住んでいる「猫型マオチャオ」。ポッチィと協力していたずらを仕掛けた後もプチマスィーンズを使い、あちこちでいたずらをしている。
ポッチィ同様、オルベルやジールと交友関係にあったことにより、クラウディに捕らえられて奴隷にされてしまい、大事にしていたマスターとのプリクラもアクアークに撃ち抜かれてしまった。しかし、レーネたちの活躍で自由となる。
公式バトル大会では、ポッチィを姑息な手段で勝たせようとしたが失敗したらしい。その後、ポッチィと共にイリスとヒナを目撃し、結果としてヒナ救出に一役買うことになった。
12話の最後ではポッチィ共々ヒナの誕生パーティーに参加するが、プレゼントも持ってこず、飲み食いしたいだけだった。その際、いまだ引越しそばのことを根に持った発言をしている。
アーク、イーダ
声 - 堀江由衣（アーク）、田村ゆかり（イーダ）
アークは「ハイスピードトライク型アーク」で無駄に暑苦しい性格、イーダは「ハイマニューバトライク型イーダ」で華麗さやゴージャスにこだわるお嬢様口調の性格。2体とも神姫泥棒によって起動され、騙されてヒナたちと戦う。誤解が解けた後は真のマスターを探すための旅に出たが、いまだ近隣にいるらしく、「神姫-1グランプリ」にも2体で出場していた。マスターはいないものの、バーチャルマスター制度を利用して公式バトル大会に出場している。
マリー・滝川・セレス（マリー・たきがわ・セレス）
声 - 桑谷夏子
「テンタクルス型マリーセレス」。神姫-1グランプリの司会役。場が盛り上がると突然粗暴な口調に変わる。公式バトル大会・神姫MMSCUPでも実況担当。
イーア姉さん
声 - 井上麻里奈
「マーメイド型イーアネイラ」。神姫-1グランプリの実況&大会実行委員長。マスターが商工会議所の会長であり神姫-1グランプリ等の優勝商品を提供してもらうことができるので劇中登場神姫中かなりの権力者である（ドラマCDより）。タマミィとポッチィのイタズラをきっかけに破綻したレースを、おおらかなルール変更を交えながら運営する。レーネらとは親交があるようで、彼女らの沖縄旅行の折には自らの脚部武装を貸し出している。公式バトル大会・神姫MMSCUPでも解説担当。
ゼルルっち
声 - 白石涼子
アンたちが旅先で出会った「火器型ゼルノグラード」。マスターは自衛官で、彼の任務中は山を守るため、マスターのヘルメットをテント代わりにして野営している。山に迷い込んだ神姫を助け、自家発電機があるキャンプで充電させて返している。
後に、公式バトル大会にも出場。
CA神姫、テロリスト神姫、特殊部隊神姫
声 - 阿澄佳奈
天使型アーンヴァルMk.2の職業神姫仕様。航空機爆破を企むテロリストかと思われたが、実は神姫による特殊部隊の一員であり、訓練用の飛行機と間違えて理人の乗る旅客機の貨物室に乗り込んでしまっただけだった。テロリスト役のリーダー格の個体はアンと全く同じ格好で、それ以外の個体は武装の色で区別できる。
フキ
声 - 福井裕佳梨
「忍者型フブキ」。怪談話をしているときに現れた黒い狐面をした神姫。よく物を落とす。理人の家の隣に住んでいたが、1年前にマスターの大切にしていた簪を山中に落としてしまったことで見捨てられ、それを探しているうちに行方不明になる。山中でバッテリーが切れかけていた所をゼルルっちに助けられ、戻ってきた。マスターが幽霊でも全く気に止めないほど忠実な性格。
公式バトル大会にも出場。
フキのマスター
声 - 後藤沙緒里
長い髪の女性。1年前にフキを見捨ててしまったことを後悔しており、フキの帰りをずっと待ち続けていた。実は理人の隣の部屋に取り憑いている地縛霊であり、部屋を借りようとした人間はみんな怯えて逃げ帰ってしまう。
幽霊であるにも関わらず、公式バトル大会にフキをエントリーさせることができ、会場に観戦に訪れていた。
オルベル
声 - 悠木碧
「剣士型オールベルン」 。公園地下の地下帝国でクラウディに反旗を翻している解放軍の1人。マスターがいない野良神姫だが、思い出を無くさないために初期化を拒み、地下の町で暮らしていた。クラウディの圧政から奴隷を解放するため、反乱軍を率いて立ち上がる。
ジール
声 - 竹達彩奈
「剣士型ジールベルン」。公園地下の地下帝国でクラウディに反旗を翻している解放軍の1人。口数は少ないが、オルベルを支え続けるパートナー。
世瑠乃（ぜるの）
声 - 白石涼子
火器型ゼルノグラード。ゼルルっちの同型神姫。オルベルとジールに協力する解放軍の1人。
クラウディ
声 - 加藤英美里
セイレーン型エウクランテ。クララの同型神姫。半年前に地下帝国に現れ、武力によって住民を支配し、反マスター軍として君臨するボス。マスターという存在自体を否定し（会話の中で「マスター」という言葉を使うことすら禁じている）、彼女の言うことに逆らった神姫は地下牢へ入れられ、強制労働に従事させられる。顔や身体についている傷は猫とのじゃれあいでついたもの（BDコメンタリより）。
アクアーク
声 - 堀江由衣
ハイスピードトライク型アークの同型神姫。クラウディの部下。
ワルイーダ
声 - 田村ゆかり
ハイマニューバトライク型イーダの同型神姫。クラウディの部下。口調はイーダと同じだが、部分的に乱暴言葉が混ざっており、完全にエレガントさを失っている。
ツガル・サンタマリア
声 - 釘宮理恵
アンがアルバイトに行った先の「サンタクロース型ツガル」の職業神姫。自身の武装を変形させた戦闘機「レインディアバスター」（声 - 川原慶久）でソリを牽引し、クリスマスにプレゼントを配っている。サンタクロースとしてだけでなくCMにも出演しており、「私はサンタクロース!」を合言葉にした自分の仕事に誇りを持っている。
ヴィクトリア
声 - 茅原実里
神堂の神姫で、公式バトル大会前優勝者の「悪魔型ストラーフMk.2」（第1話冒頭のストラーフ対エウクランテがそれにあたる）。今期もクララに圧勝し、2連覇する。ヒナを1年前に修理に出された神堂の神姫「ローザ」だと騙し、ヒナのメモリーを消去する。
12話では記憶を取り戻したヒナと対決し、敗れる。
ヒナと同じく「悪魔型ストラーフMk.2」だが、ヒナの瞳の色が赤なのに対し、ヴィクトリアの瞳は金色で、武装の組み合わせも異なる。
上述の通り悪役として登場した彼女だが、あくまでマスターである神堂の命令に従ったにすぎず、マスターへの愛情は他の神姫同様本物。逮捕された神堂に対し、その直前「いつまでも待ってる」と涙ながらにその想いを吐露した。
イリス
声 - 豊崎愛生
神堂の神姫の「悪魔夢魔型ヴァローナ」。ヒナを1年前に修理に出された自身の姉、ローザだと騙す。
神堂（じんどう）
声 - 神谷浩史
ヴィクトリアとイリスのマスター。有名な神姫コレクターであるが、そのためなら手段を選ばず、他人の神姫を騙して記憶を初期化し、偽造シリアルナンバーに変更して自分の物にしようとする自己中心的な性格。19歳（BDコメンタリより）
モニター型神姫のヒナを入手するため、ヴィクトリアとイリスを使ってヒナを屋敷へ連れてくるが、屋敷を留守にしていた間にアンたちにヒナを取り戻されて警察へ通報され、逮捕された。
ゾーラ
声 - 加藤英美里
セイレーン型エウクランテ・電撃ホビーマガジンオリジナルカラー。リオと共闘しフロントライン社の最新AIを強奪しようとしていたが、アイネスとレーネにあっさり返り討ちにされた。
リオ
声 - 竹達彩奈
剣士型ジールベルン・アメジスト。フロントライン社製神姫であることを利用してフロントライン北米支社に潜入しナース神姫に化け、適当な神姫（偶然メンテナンスに訪れていたアン）と出荷前のストラーフ（後のヒナ）のAIを入れ替え、AIを強奪しようとしていた。
ナース神姫
声 - 悠木碧
剣士型オールベルン・ルナーリアの職業神姫仕様。フロントライン北米支社に所属し、同社製神姫のメンテナンスを担当している。
警備神姫
声 - 井ノ上奈々
フロントライン北米支社に配備されている「天使コマンド型ウェルクストラ」をベース（アーカイブ2より）に作られた警備仕様神姫。

### 用語
ビジュアライザー
本作に登場する神姫用の携帯用バトルフィールド発生装置。ボタン1つで展開し、様々なビジュアルフィールドを発生できる。原理を応用することによって訓練用の時限爆弾（訓練用なので威力はないに等しい）等の作成もできるようであるが、電源を消されると強制的に解除される。
神姫ハウス
理人が昔自分のところにきたばかりのアンのために、ビジュアライザーを改造して作った神姫用の部屋。アンたちのリラクゼーション空間として使われている。スイッチ1つで様々な部屋に変化する。
クレイドル
ベッドに使用している神姫用充電器。設定では神姫の充電以外にもパソコンから神姫にアクセスしたり、ネットからのデータアップロードにも使われている。なお、クレイドルを介さずとも素体に直接ケーブル接続で充電可能なのは携帯と同じ（第5話、第7話）。
ネイキッド素体（MMS NAKED）
ボディペイントが施されていない肌色のボディで、ユーザーの手で様々なカスタマイズが可能。アンたちは神姫ハウスを浴槽に変更した時、このボディに変更して入浴している。素体のみの状態でも予めプログラミングされた命令に従って稼働することができ、神堂の屋敷には大量のネイキッド素体が警備ロボット代わりに配備されている。
ヂェリカン
神姫のおやつとして好まれている神姫用の飲み物。様々な味がリリースされており、ご当地ものなどレアリティの高い商品もある。
設定ではアーク&イーダのメーカー、オーメストラーダが発売したものでそれが神姫用嗜好食品として広まっていった。また、ヂェリカン以外にも神姫用嗜好食品はいくつか発売されている（第1話での休憩時のおやつ等）。
職業神姫
あらかじめ職業に応じたプログラムを施され、決められた仕事に従事している神姫。陸凡鳥の小説版でも触れられている。
オオキクナール
第8話でアイネスが持って帰ってきた謎の薬瓶。使用すると人間大の大きさになり、マスターとデートできるという噂があるとか。
野良神姫
何らかの理由でマスターを失った神姫のうち、初期化を拒んだ神姫がそのまま野良化したもの。通常、神姫はマスターを失うと初期化され、販売メーカーの下に戻される、もしくは中古品として売られる。
地下帝国
何らかの要因でマスターと暮らせなくなった野良神姫たちが集まって作り上げたコミュニティ。理人が住む町の公園とトンネルで結ばれている。最初は明るく平和な街だったが、半年前にクラウディが武力によって独裁政権を打ち立てて以降は非常に閉鎖的な雰囲気になってしまった。クラウディに反抗する解放軍の間ではこの状況を覆してくれる救世主の伝説が囁かれており、それがレーネの行動で現実のものとなった。
強制発熱モード
長時間寒冷地で活動した後、内部機構の凍結などを解除するため、神姫の意思に関わりなく強制的に発熱するモード。このモードに移行すると、発熱やだるさ、くしゃみ、寒気など、人間が風邪を引いた時と同じ状態になる。
バーチャルマスター
神姫バトル大会において、マスターを失った、あるいは居ない神姫が出場できるように設定された制度。
フロントライン
神姫関連の大手企業のひとつ。本作主役神姫のアンとヒナはここのメーカー製。本作ではサンフランシスコのシリコンバレーにある北米支社が第13話の舞台として登場。

### スタッフ（テレビアニメ）
- 原作 - コナミデジタルエンタテインメント
- 企画 - 丹羽多聞アンドリウ（BS-TBS）※ノンクレジット
- 監督 - 菊地康仁
- シリーズ構成 - 横谷昌宏
- キャラクターデザイン - 岸田隆宏、江畑諒真
- 神姫デザイン - 浅井真紀、島田フミカネ、羽音たらく、柳瀬敬之、kem、間垣リョウタ、BLADE、CHOCO、Niθ、nuno、GOLI
- 総作画監督 - 江畑諒真[3]
- CGIアニメーションディレクター - 井野元英二
- 色彩設計 - 村上智美
- 美術監督 - 加藤恵
- 美術設定 - 青木薫
- 撮影監督 - 荒幡和也
- 編集 - 木村佳史子
- 音響監督 - 飯田里樹
- 音楽 - 織田哲郎[3]
- 音楽プロデューサー - 河田将司
- 音楽制作 - ポニーキャニオン
- プロデューサー - 田中豪、髙取昌史、浦城義明
- アニメーションプロデューサー - 葛西励
- アニメーション制作 - エイトビット
- 製作協力 - ポニーキャニオン、エイトビット、BS-TBS
- 製作 - 武装神姫プロジェクト（コナミデジタルエンタテインメント・ポニーキャニオン・エイトビット）、TBS

### 主題歌（テレビアニメ）
オープニングテーマ「Install x Dream」
作詞 - azusa / 作曲・編曲 - 織田哲郎
歌（第1話 - 第7話、第12、13話） - アン（阿澄佳奈）、ヒナ（茅原実里）、アイネス（水橋かおり）、レーネ（中島愛）
歌（第8話） - アン（阿澄佳奈）
歌（第9話） - レーネ（中島愛）
歌（第10話） - アイネス（水橋かおり）
歌（第11話） - ヒナ（茅原実里）

エンディングテーマ「太陽のサイン」
作詞・作曲・編曲・歌 - azusa

挿入歌
「君と未来へ」（第5話）
作詞 - azusa / 作曲・編曲 - 織田哲郎 / 歌 - アン（阿澄佳奈）、ヒナ（茅原実里）、アイネス（水橋かおり）、レーネ（中島愛）
「sweet dream」（第8話）
作詞・作曲・編曲・歌 - azusa
「ふたりの約束」（第10話）
作詞 - azusa / 作曲 - 織田哲郎 / 編曲 - 岡田光司、長田直也 / 歌 - レーネ（中島愛）

### 各話リスト
| 話数                   | サブタイトル                              | 脚本     | 絵コンテ          | 演出             | 作画監督               |
| ---------------------- | ----------------------------------------- | -------- | ----------------- | ---------------- | ---------------------- |
| Episode1               | 大切なもの見つけました。                  | 横谷昌宏 | 菊地康仁          | 大野和寿         | 江畑諒真               |
| Episode2               | 隠し味は硝煙の香り                        | 横谷昌宏 | 菊地康仁          | 祝浩司           | 江森真理子             |
| Episode3               | 激突!バトルトライク                       | 横谷昌宏 | 福田道生          | 江上潔           | 梶浦紳一郎 実原登      |
| Episode4               | レースだョ!公園一周                       | 横谷昌宏 | 寺東克己          | 登坂晋           | 高橋裕一 原修一        |
| Episode5               | 渚の水着アーマー                          | 横谷昌宏 | 祝浩司            | かわこしたかひろ | 徳倉栄一 山村俊了      |
| Episode6               | アテンションプリーズ!当機は地獄へ参ります | 横谷昌宏 | 福田道生          | 大野和寿         | 丸藤広貴 大原大        |
| Episode7               | 訪問者は雨音と共に…                       | いちば絲 | 祝浩司            | 根岸宏樹         | 西岡夕樹               |
| Episode8               | ある日どこかで                            | 竹内利光 | 松田清            | 松田清           | 桜井正明               |
| Episode9               | レーネの地下帝国ウォーズ                  | いちば絲 | 寺東克己          | 森義博           | 小林利充 実原登        |
| Episode10              | クリスマスソングを君に                    | 竹内利光 | まついひとゆき    | 花井宏和         | 山本真嗣               |
| Episode11              | 今夜決定!最強神姫は誰だ!?                 | 横谷昌宏 | 祝浩司            | 祝浩司           | 関口雅浩               |
| Episode12              | さよならは言わないで                      | 横谷昌宏 | 山本裕介 菊地康仁 | 米田光宏         | 入江篤 西岡夕樹 原修一 |
| Episode13 （TV未放送） | Install x Dream                           | 横谷昌宏 | 寺東克己          | かわこしたかひろ | 関口雅浩               |

- 第13話はBlu-ray/DVD第7巻収録の未放送話。

### 放送局
| 放送地域   | 放送局       | 放送期間                       | 放送日時                     | 放送系列 | 備考                                |
| ---------- | ------------ | ------------------------------ | ---------------------------- | -------- | ----------------------------------- |
| 関東広域圏 | TBSテレビ    | 2012年10月5日 - 12月21日       | 金曜 1:55 - 2:25（木曜深夜） | TBS系列  | 製作局 字幕放送・番組連動データ放送 |
| 近畿広域圏 | 毎日放送     | 2012年10月12日 - 12月28日      | 金曜 2:30 - 3:00（木曜深夜） | TBS系列  | 字幕放送                            |
| 中京広域圏 | 中部日本放送 | 2012年10月12日 - 2013年1月11日 | 金曜 2:30 - 3:00（木曜深夜） | TBS系列  | 字幕放送                            |
| 日本全域   | BS-TBS       | 2012年10月21日 - 2013年1月13日 | 日曜 1:30 - 2:00（土曜深夜） | BS放送   | 製作協力                            |

### 関連商品（テレビアニメ）

#### Blu-ray / DVD（テレビアニメ）
| 巻  | 発売日         | 収録話          | 規格品番   | 規格品番   |
| 巻  | 発売日         | 収録話          | Blu-ray    | DVD        |
| --- | -------------- | --------------- | ---------- | ---------- |
| 1   | 2012年12月26日 | 第1話 - 第2話   | PCXE-50231 | PCBE-54161 |
| 2   | 2013年1月23日  | 第3話 - 第4話   | PCXE-50232 | PCBE-54162 |
| 3   | 2013年2月20日  | 第5話 - 第6話   | PCXE-50233 | PCBE-54163 |
| 4   | 2013年3月20日  | 第7話 - 第8話   | PCXE-50234 | PCBE-54164 |
| 5   | 2013年4月24日  | 第9話 - 第10話  | PCXE-50235 | PCBE-54165 |
| 6   | 2013年5月29日  | 第11話 - 第12話 | PCXE-50236 | PCBE-54166 |
| 7   | 2013年6月26日  | 第13話          | PCXE-50237 | PCBE-54167 |
| BOX | 2015年3月18日  | 全13話          | PCXE-60100 | -          |

#### CD（テレビアニメ）
| 発売日         | タイトル                                                        | 規格品番     |
| -------------- | --------------------------------------------------------------- | ------------ |
| 2012年10月17日 | Install x Dream                                                 | PCCG-70163/4 |
| 2012年10月17日 | 太陽のサイン                                                    | PCCG-70165/6 |
| 2012年11月21日 | 武装神姫 Character Song Series【武】 「SKY GARDEN」             | PCCG-70167   |
| 2012年11月21日 | 武装神姫 Character Song Series【装】 「いきさき」               | PCCG-70168   |
| 2012年11月21日 | 武装神姫 Character Song Series【神】 「HA・CHA・ME・CHA☆QUEEN」 | PCCG-70169   |
| 2012年11月21日 | 武装神姫 Character Song Series【姫】 「PEACE & LUCK」           | PCCG-70170   |
| 2012年12月5日  | 武装神姫 オリジナルサウンドトラック                             | PCCG-1309    |
| 2012年12月26日 | TVアニメ武装神姫アルバム「Scenes from BUSOUSHINKI」             | PCCG-1312    |
| 2012年12月26日 | ラジオCD「武装神姫 マスターのためのラジオです。」Vol.1          | TBZR-0082    |

## 版権管理
KDEは知的財産権管理が厳しいことでも知られているが、本作に関しては当日版権システムや神姫NET著作物利用規程を緩やかにしており、これによって生まれた波及効果は多岐にわたる。
アマチュア向け造形イベントでは、2016年現在ワンダーフェスティバルとトレジャーフェスタで版権を許諾している。過去に終了したイベントでは、ワールドホビーフェスティバルとホビーコンプレックスでも許諾されていた。

## 世界観設定
武装神姫はフィギュアが中心（原作）となっており、世界観設定については多く語られておらず、公式サイトなどで語られるイントロダクション、武装やメーカーの名称といった最低限のもののみだった。
しかし、第11弾以降、パッケージにキャラクター設定や開発背景などが掲載されるようになり、「武装神姫アーカイブ」にも発行時点で登場している全神姫の設定が掲載されている。
年代設定の時系列は2036年としているが、2037年以降を設定したものもある。これらは現在から約30年後を設定したものが多く、2036年もシリーズを開始した2006年の30年後である。ゲームでは、武装神姫バトルロンドの設定は２０３６年も同様だが、４年後には武装神姫バトルマスターズの設定は２０４０年に、その２年後では武装神姫ARMORDPRINCESSBATTLECONDUCTORの設定は２０４２年となっている。
コアユニット
頭部。基本的な性格を決定する。
素体
胴体部、頭部を除いた身体。能力を決定する。
CSC（Core Setup Chip / コアセットアップチップ）
ビーズほどの大きさで多くの種類が存在し、差異・個性を生み出す。コアユニットを取り付けた素体の胸部に3個埋め込むことで起動可能になる。これら3種のパーツは、神姫の停止=「死」を経ずに分割することはできない。
神姫の構造はこのように設定されており、性格などが各個体で異なる可能性を示唆している。しかし『バトルマスターズ』では「基本的な性格」に則っているとは考えにくい性格の神姫が登場しているなど、設定や各作品を比較した場合には矛盾が生じる。また、設定に準拠した場合、CSCの埋め込みが困難であることや、「レールガン」「陽電子砲」といった、兵器と同名の武装の取り扱いの問題なども生じる。
自由な設定を生かした創作はファンだけではなくデザイナーも行っており、雑誌のコラムや自身のウェブサイトなどでオリジナルの神姫を描くこともある。